# Paul Giger
Paul Giger (Herisau, 1952) is een Zwitserse violist en componist.
Al op zijn achtste kreeg hij zijn eerste vioollessen. In 1970 en 1971 trok hij als straatmuzikant door Azië. Eenmaal terug in Europa rondde hij zijn studies af aan de Conservatoria in Winterthur en Bern. In 1976 haalde hij zijn docentendiploma, in 1980 zijn solodiploma.
Van 1980 tot 1983 was hij concertmeester in het Sankt Gallen Symfonie Orkest, daarna trad hij als freelance violist en componist op. Vanaf 1992 componeert hij ook (voornamelijk voor de viool) binnen de genres van de klassieke muziek.
Als violist heeft hij geen specialisatie; hij treedt op met barokmuziek, maar ook met Klassieke muziek uit de 20e eeuw. Daarbij schuwt hij ook improvisatie niet. 
Inmiddels heeft hij een achttal (2022) albums afgeleverd voor het Duitse platenlabel ECM Records, waarbij de scheidslijn tussen de hier bovengenoemde genres niet altijd even duidelijk is.

## Albums
- 1989 Chartres
- 1991 Alpstein
- 1992 Schattenwelt
- 1998 Ignis
- 2000 Vindonissa
- 2007 Towards Silence
- 2017 Trans limen ad lumen
- 2022 Ars moriendi